# Shiji
Le Shiji, parfois mémoires du Grand Historien ou Mémoires historiques (chinois simplifié : 史记 ; chinois traditionnel : 史記 ; pinyin : Shǐjì) est un ouvrage écrit de -109 à -91 par l'historien chinois Sima Qian. Il couvre l'histoire chinoise de l'époque mythique de l'Empereur Jaune jusqu'à l'époque où a vécu son auteur. Première somme systématique de l'histoire de la Chine, il a exercé une influence importante sur l'historiographie chinoise postérieure. Il est comparable aux Histoires d'Hérodote.

## Présentation
Le Shiji a été débuté par Sima Tan et achevé par son fils Sima Qian. L'idée de Sima Tan, reprise par son fils, est d'écrire une suite aux Annales du royaume de Lu. Sima Qian a voyagé à travers la Chine pour recueillir témoignages et traditions, mais surtout les vestiges des documents historiques anciens. Ce sont en effet surtout les documents, auxquels sa fonction de grand annaliste et astrologue à la cour, qui était déjà celle de son père, lui donnait accès, qui ont servi à Sima Qian pour la rédaction de son œuvre.
Le Shiji est autant un livre historique qu'un ouvrage littéraire. Sima Qian y trace à l'occasion le portrait de personnages hors du commun, reconstitue des dialogues pour donner de la vie à son récit, dans une langue simple et claire. En raison de son style, il a servi de modèle à Han Yu, écrivain des Tang, opposé à la prose parallèle (pianwen). Sima Qian n'hésite pas en outre à prendre parfois parti, transgressant l'impartialité propre à l'historien.

### Traduction en français
La première traduction systématique du Shiji en français est le travail d’Édouard Chavannes. Cependant, Chavannes a seulement terminé la traduction de six des neuf tomes.
En 2015, Jacques Pimpaneau, Yves Hervouet, Nguyen Trân Huân, et d’R.F. Bridgman ont fini la traduction française du livre complet,.

## Division de l'ouvrage
Le texte compte 130 volumes. Les informations sont classées en cinq catégories :
- les 12 volumes de Benji (chinois : 本紀, « récits fondamentaux ») contiennent les biographies des chefs politiques importants depuis le mythique Empereur Jaune jusqu'au premier empereur Qin Shi Huangdi, en passant par les souverains des dynasties Xia, Shang et Zhou. Ils incluent aussi les biographies de quatre empereurs et d'une impératrice douairière des Han occidentaux, antérieurs à son époque ;
- les 30 volumes de Shijia (chinois : 世家 ; trad. : grandes familles) contiennent toutes les biographies des chefs politiques, nobles et fonctionnaires remarquables de la période des Printemps et Automnes et de la période des Royaumes combattants, c'est-à-dire les périodes où la Chine était divisée en plusieurs royaumes ;
- les 10 volumes de Biao pu (chinois : 表 ; trad. : tableau) présentent une chronologie des événements, rigoureuse à partir de 841 av. J.-C., conjecturale en deçà et présentée comme telle ;
- les 8 volumes de Shu ou Zhi (chinois : 書 ; trad. : traité) contiennent les événements d'ordre économique et culturel de la période couverte dans le livre ;
- les 70 volumes de Liezhuan (chinois : 列傳 ; trad. : chronique), contiennent les biographies de personnages importants tels que Laozi, Mozi, Sunzi, et Jing Ke.

Le plan du Shiji a servi de modèle aux annales dynastiques (les Vingt-Quatre Histoires) rédigées au cours des siècles ultérieurs.

### Traductions
- Sima Qian, Mémoires historiques. Vies de Chinois illustres (choix), trad. Jacques Pimpaneau, Picquier Poche, 2002, 160 p.  (ISBN 2-87730-611-9).
- Se-ma T’sien, Mémoires historiques, trad. Édouard Chavannes, Éditions Ernest Leroux, Paris, 1895-1905 (tomes I à V), Librairie d'Amérique et d'Orient Adrien-Maisonneuve, Paris, 1967 (tome VI) [lire en ligne] sur classiques.uqac / [lire en ligne] sur chineancienne.fr.
- Se-ma Ts'ien (Sima Qian), Les mémoires historiques de Se-Ma Ts'ien, Traduits et annotés par Édouard Chavannes et Jacques Pimpaneau, Paris, You Feng, 2015.